# Rede de Cidades Criativas

Logotipo da cidade de Cracóvia como "cidade da literatura" desde 2013.

A Rede de Cidades Criativas da UNESCO é um projeto que a UNESCO lançou, em 2004, para promover a cooperação entre as cidades que reconhecem a criatividade como um fator importante no seu desenvolvimento urbano nos aspectos económicos, sociais, culturais e ambientais. Em 2017 existiam 180 cidades de 72 países na rede
A rede tem como objetivo favorecer a mútua cooperação internacional com e entre as cidades-membros comprometidas em investir na criatividade como motor de desenvolvimento urbano sustentável, inclusão social e cultural vibrante. A Rede reconhece os seguintes campos criativos:
- Artesanato e das Artes Populares
- Artes Digitais
- Filme
- Design
- Gastronomia
- Literatura
- Música

A situação geral e as atividades da Rede são relatadas nos Relatórios de Acompanhamento da Associação, a cada período de 4 anos para uma cidade em particular.
A Rede reconhece o conceito de turismo criativo, definido como a associação entre uma viagem e experiências criativas e participação.

## Relatórios e monitoramento
A Rede serve para "funcionar como um laboratório de ideias e experiências inovadoras destinadas a capitalizar todo o potencial da cultura e da criatividade para o desenvolvimento urbano sustentável".
A cada quatro anos, cidades criativas são obrigadas a produzir um Relatório de Monitoramento de Sócios. Esses relatórios têm como objetivo:
- demonstrar compromisso com a implementação da Declaração de Missão a nível local e internacional;
- renovar o engajamento por meio da apresentação de um plano de ação para os próximos quatro anos;
- obter insights sobre o impacto das designações;
- incentivar o desenvolvimento de pesquisas e estudos de caso sobre os conceitos e experiências das cidades membros .

## Conferências anuais
A cada ano, a Rede realiza uma conferência numa cidade membro.
Os principais objetivos dos eventos são:
- trocar informações atualizadas sobre as atividades realizadas pelas cidades destinadas a implementar os objetivos da Rede, tanto a nível local como internacional, e formular novas iniciativas de parceria intermunicipal;
- determinar a estratégia e as operações da Rede e chegar a acordo sobre questões importantes relacionadas a desenvolvimentos futuros, incluindo as prioridades da Rede para o próximo ano;
- oferecer uma plataforma chave de diálogo entre as Cidades Criativas e a UNESCO, sobre as prioridades da Organização em cultura e desenvolvimento e outras questões de interesse mútuo.

As cidades anfitriãs foram:
| - 2008: Santa Fe - 2009: Lyon - 2010: Shenzhen - 2011: Seul - 2012: Montreal | - 2013: Bolonha - 2014: Chengdu - 2015: Kanazawa - 2016: Östersund - 2017: Enghien-les-Bains | - 2018: Katowice e Kraków - 2019: Fabriano - 2022: Santos - 2024: Braga |

## Cidades do Artesanato e das Artes Populares
A UNESCO reconhece 37 cidades de artesanato e artes populares.
Algumas das cidades empossadas hospedam eventos relacionados com o Artesanato e Arte Popular, entre eles: o Festival de Cerâmica Icheon e o Mercado Internacional de Arte Popular de Santa Fé.
Além disso, alguns têm museus relacionados a Artesanato e Arte Popular, incluindo: Museu do Papel e Marca d'água de Fabriano, Museu Nacional de Edredons de Paducah e o Museu Pekalongan Batik.
Carrara é conhecida por suas pedreiras de mármore. O mármore foi esculpido por Michelangelo, Canova e Bernini, enquanto Limoges é conhecido por suas cerâmicas e esmalte.
| - Al-Aḥsāʾ (2015) - Aswan (2005) - Baguio (2017) - Bamiã (2015) - Barcelos (2017) - Cairo (2017) - Carrara (2017) - Chiang Mai (2017) - Chordeleg (2017) - Durán (2015) - Fabriano (2013) - Gabrovo (2017) - Hangzhou (2012) | - Icheon (2010) - Isfahan (2015) - Jacmel (2014) - Jaipur (2015) - Jingdezhen (2014) - João Pessoa (2017) - Kanazawa (2009) - Kütahya (2017) - Limoges (2017) - Lubumbashi (2015) - Madaba (2017) - Nassau (2014) - Ouagadougou (2017) | - Paducah (2013) - Pekalongan (2014) - Porto-Novo (2017) - San Cristóbal (2015) - Santa Fe (2005) - Shaki (2017) - Sokodé (2017) - Suzhou (2014) - Tamba-Sasayama (2015) - Tétouan (2017) - Tunis (2017) |